# كلانسي فرناندو
كلانسي فرناندو هو عسكري سريلانكي، ولد في 10 أكتوبر 1938، وتوفي في 16 نوفمبر 1992 في كولمبو في سريلانكا.